# Fußball-Landesliga Hamburg
Die Landesliga Hamburg ist eine Fußball-Spielklasse in Hamburg. Sie besteht aus den zwei Staffeln, die bis zur Saison 2025/26 (Ausnahme: 2021/22) die traditionelle Bezeichnung Hansa und Hammonia trugen. Sie ist nach der  Oberliga Hamburg die zweithöchste Klasse des Hamburger Fußball-Verbands (HFV) sowie die sechsthöchste Klasse im deutschen Liga-Fußball. Die nächstniedrige Klasse ist die Bezirksliga bestehend aus den vier Staffeln Nord, Ost, Süd und West.

## Zusammensetzung
In den beiden Staffeln spielen je 16 Vereine (Stand 2024/25), wobei die Vereine der Landesliga 02 in der Tendenz eher aus dem Hamburger Süden bzw. Osten und die der Landesliga 01 aus dem Hamburger Westen und Norden kommen. Es kann jedoch aus strukturellen (zuletzt durch die Einführung der eingleisigen 3. Liga und der fünfgleisigen Regionalliga) oder sportlichen Gründen (z. B. wenn mehrere Absteiger aus der Oberliga Hamburg aus einer Region kommen oder sowohl die erste als auch zweite Mannschaft eines Vereins in der Landesliga spielen) zu Abweichungen von dieser Zusammensetzung kommen.

## Vereine 2025/26
| Landesliga 01 (ehemals Hammonia) | Landesliga 02 (ehemals Hansa) |
| --- | --- |
| - FC Alsterbrüder (Absteiger) - Altona 93 II - Eimsbütteler TV II (Aufsteiger) - Eintracht Lokstedt - Eintracht Norderstedt II - Hetlinger MTV - Hamburger SV III (Absteiger) - Klub Kosova - SC Nienstedten - SSV Rantzau - SV Rugenbergen - FC St. Pauli III (Aufsteiger) - TBS Pinneberg - TuS Osdorf (Aufsteiger) - FC Union Tornesch - SC Victoria Hamburg II | - Ahrensburger TSV - SV Altengamme - ASV Hamburg - Barsbütteler SV - Bramfelder SV - HSV Barmbek-Uhlenhorst - Concordia (Absteiger) - SC Condor - SC Eilbek - Hamm United - VfL Lohbrügge - Oststeinbeker SV (Aufsteiger) - USC Paloma II - Rahlstedter SC - SC Vier- und Marschlande - FC Voran Ohe |

## Auf- und Abstiegsregelung
Die Aufstiegsregelung ist per „gleitender Skala“ mit dem Abschneiden der Hamburger Vereine in der Regionalliga verknüpft. Nur die jeweiligen Meister ihrer Landesligastaffel steigen sicher in die Oberliga Hamburg auf; die Vizemeister können nachrücken, wenn noch Plätze frei sind oder werden. Am Ende der Saison 2013/14 sind – trotz des Regionalliga-Abstiegs von Victoria Hamburg – beide Landesliga-Vizemeister in die Oberliga aufgestiegen, weil Meister VfL 93 verzichtete und sich der Oststeinbeker SV aus der Oberliga zurückzog. Der Oststeinbeker SV spielte danach in der Kreisliga weiter, während der VfL 93 in der untersten Liga, der Kreisklasse neu anfangen musste. 2018/19 stiegen sogar fünf Landesligisten auf.
Unabhängig von der Anzahl der absteigenden Regionalligisten müssen die jeweils drei Letztplatzierten der Landesligen in ihre jeweilige Bezirksliga absteigen. Die Meister der Bezirksligen steigen direkt in die Landesliga-Staffeln auf, die Zweitplatzierten bestreiten Relegationsspiele – wie viele von ihnen ebenfalls aufsteigen, hängt wiederum von der „gleitenden Skala“ ab. Die Zuordnung aller Ab- und Aufsteiger in die Staffeln erfolgt ungefähr so, wie es sich nach der geographischen Lage der Klubs im Spielgebiet anbietet.

## Geschichte
Bei Wiederbeginn der Meisterschaftsspiele im Januar 1946 wurde unterhalb der (Stadt-)Liga eine zweigleisige 1. Klasse eingerichtet und ein Jahr später auf drei, 1947 sogar auf vier Staffeln erweitert. Diese trugen die Namen Germania, Hansa, Hammonia und Olympia. Ab demselben Jahr trat die Oberliga Nord an die Stelle der aufgelösten Stadtliga; höchste Spielklasse Hamburgs war nun eine zweigleisige Verbandsliga. 1949 erhielt die 1. Klasse den neuen Namen Bezirksklasse und 1950 wurde sie wieder zweigleisig; man griff dabei zunächst auf die alten Namen Elbe-Staffel bzw. Alster-Staffel zurück. Höchste Liga (unterhalb der Oberliga Nord) war eine nunmehr eingleisige Amateurliga Hamburg.
Eine neue Reform der Ligastruktur fand 1953 statt. Zwischen die Amateurliga und die Bezirksklasse schob der Verband eine Verbandsliga mit den drei Staffeln Germania, Hansa und Hammonia. Als 1963 die Bundesliga eingeführt wurde, bedeutete dies für die drei Verbandsligen, nur noch viertklassig (innerhalb Hamburgs aber weiterhin 2. Liga) zu sein. Zugleich hieß die oberste Spielklasse in Hamburg nun nicht mehr Amateurliga, sondern Landesliga.
Die nächste Veränderung gab es 1970. Nunmehr wurde auch die Verbandsliga um eine Stufe „tiefergelegt“ und die brachliegende Bezeichnung Amateurliga für eine neue zweithöchste Spielklasse mit den zwei Staffeln Hansa und Hammonia verwendet. Abgesehen von weiteren Namensänderungen ist die Grundstruktur der obersten drei Hamburger Ligen seitdem unverändert geblieben.
Die Einführung der 2. Bundesliga hatte jedoch zur Folge, dass die beiden Amateurliga-Staffeln ab 1974, von ganz oben gezählt, nur noch fünftklassig waren. 1978 wurde dann die Hierarchie in den Namen umgedreht: die höchste Hamburger Spielklasse hieß künftig Verbandsliga, während die darunter seitdem unter dem heutigen Namen Landesliga geführt wird. Die bisher letzte Veränderung brachte die Einführung der Regionalligen 1994 mit sich: seitdem sind die beiden Landesliga-Staffeln im deutschen Ligensystem nur noch sechstklassig.
Die Saison 2021/22 wurde in drei Staffeln gespielt. Hintergrund war die bestehende COVID-19-Pandemie, wegen der mit Ausfällen und größeren Pausen zwischen den Spielen gerechnet werden musste. Pro Staffel traten in dieser Saison 11 Mannschaften an. Zur Saison 2025/26 wurde die traditionelle Benennung in Hansa und Hammonia durch die Bezeichnung Landesliga 01 und Landesliga 02 ersetzt.

## Meister 1971–2021
| Saison    | Staffel                      | Staffel                      |
| Saison    | Hansa                        | Hammonia                     |
| --------- | ---------------------------- | ---------------------------- |
| 1970/71   | TSG Bergedorf                | Blau-Weiß Schenefeld         |
| 1971/72   | Altona 93                    | Eidelstedter SV              |
| 1972/73   | Vorwärts Billstedt           | VfL 93 Hamburg               |
| 1973/74   | Buxtehuder SV                | Holsatia Elmshorn            |
| 1974/75   | VfL Stade                    | SV Lurup                     |
| 1975/76   | SC Urania Hamburg            | Viktoria Wilhelmsburg-Veddel |
| 1976/77   | 1. SC Norderstedt            | Harburger TB                 |
| 1977/78   | Hummelsbütteler SV           | FC St. Pauli Amateure        |
| 1978/79   | Hamburger SV Amateure        | Holstein Quickborn           |
| 1979/80   | Bramfelder SV                | TuS Güldenstern Stade        |
| 1980/81   | VfL Geesthacht               | SC Pinneberg                 |
| 1981/82   | SV Börnsen                   | FSV Harburg                  |
| 1982/83   | Meiendorfer SV               | Altona 93                    |
| 1983/84   | TSV DUWO 08                  | Blau-Weiß Schenefeld         |
| 1984/85   | SC Eilbek                    | FC Süderelbe                 |
| 1985/86   | Barsbütteler SV              | Rasensport Elmshorn          |
| 1986/87   | Glashütter SV                | VfL Stade                    |
| 1987/88   | Ahrensburger TSV             | TuRa Harksheide              |
| 1988/89   | Ochsenwerder SV              | Komet Blankenese             |
| 1989/90   | VfL 93 Hamburg               | FC St. Pauli II              |
| 1990/91   | SC Condor                    | SC Langenhorn                |
| 1991/92   | Barsbütteler SV              | SV Halstenbek-Rellingen      |
| 1992/93   | VfL Lohbrügge                | Horner TV                    |
| 1993/94   | Bramfelder SV                | Elmshorner MTV               |
| 1994/95   | SV Börnsen                   | SV Blankenese                |
| 1995/96   | Ochsenwerder-Moorfleet       | Wedeler TSV                  |
| 1996/97   | TuS Dassendorf               | Harburger SC                 |
| 1997/98   | Eimsbütteler TV              | TuS Holstein Quickborn       |
| 1998/99   | HSV Barmbek-Uhlenhorst       | ETSV Altona                  |
| 1999/2000 | Bramfelder SV                | VfL 93 Hamburg               |
| 2000/01   | Meiendorfer SV               | TuS Holstein Quickborn       |
| 2001/02   | VfL Lohbrügge                | Örnek Türkspor               |
| 2002/03   | Barsbütteler SV              | SV Rugenbergen               |
| 2003/04   | Niendorfer TSV               | SV Eidelstedt                |
| 2004/05   | SV St. Georg-Horn            | FC Süderelbe                 |
| 2005/06   | Eintracht Norderstedt        | TSV Buchholz 08              |
| 2006/07   | Inter GSK Bergedorf          | SV Rugenbergen               |
| 2007/08   | Vorwärts/Wacker Billstedt 04 | SC Egenbüttel                |
| 2008/09   | Oststeinbeker SV             | Wedeler TSV                  |
| 2009/10   | Bramfelder SV                | Germania Schnelsen           |
| 2010/11   | SC Vier- und Marschlande     | VfL Pinneberg                |
| 2011/12   | HSV Barmbek-Uhlenhorst       | FC Elmshorn                  |
| 2012/13   | Oststeinbeker SV             | SV Blankenese                |
| 2013/14   | Buxtehuder SV                | VfL 93 Hamburg               |
| 2014/15   | FC Türkiye Wilhelmsburg      | SV Lurup                     |
| 2015/16   | SC Poppenbüttel              | TuS Osdorf                   |
| 2016/17   | TSV Sasel                    | FC Teutonia 05 Ottensen      |
| 2017/18   | Meiendorfer SV               | HEBC Hamburg                 |
| 2018/19   | Bramfelder SV                | Hamburger SV III             |
| 2019/20   | VfL Lohbrügge                | HEBC Hamburg                 |
| 2020/21   | keine                        | keine                        |

## Meister 2022
| Saison  | Staffel           | Staffel                 | Staffel         |
| Saison  | Landesliga 1      | Landesliga 2            | Landesliga 3    |
| ------- | ----------------- | ----------------------- | --------------- |
| 2021/22 | Niendorfer TSV II | FC Türkiye Wilhelmsburg | Eimsbütteler TV |

## Meister seit 2023
| Saison  | Staffel         | Staffel          |
| Saison  | Hansa           | Hammonia         |
| ------- | --------------- | ---------------- |
| 2022/23 | ETSV Hamburg    | FC Alsterbrüder  |
| 2023/24 | Vorwärts-Wacker | Hamburger SV III |
| 2024/25 | HT 16           | SSG Nikola Tesla |